# Lijst van beste films (British Film Institute)
De lijst van Beste films is een lijst die om de 10 jaar wordt opgesteld door het tijdschrift Sight & Sound van het British Film Institute aan de hand van de score gekregen van een jury van 846 filmexperts. 

## Lijsten
Tussen de haakjes wordt het aantal gekregen stemmen vermeld.

### Hoofdlijst
| Plaats         | 1952                                              | 1962                       | 1972                                    | 1982                             | 1992                            | 2002                                       | 2012                               | 2022                                                    |
| -------------- | ------------------------------------------------- | -------------------------- | --------------------------------------- | -------------------------------- | ------------------------------- | ------------------------------------------ | ---------------------------------- | ------------------------------------------------------- |
| aantal stemmen |                                                   |                            |                                         |                                  |                                 |                                            | 846                                |                                                         |
| 1ste           | Ladri di biciclette (25)                          | Citizen Kane (22)          | Citizen Kane (32)                       | Citizen Kane (45)                | Citizen Kane (43)               | Citizen Kane (46)                          | Vertigo (191)                      | Jeanne Dielman, 23, quai du Commerce, 1080 Bruxelles () |
| 2de            | City Lights (19)                                  | L'avventura (20)           | La Règle du jeu (28)                    | La Règle du jeu (31)             | La Règle du jeu (32)            | Vertigo (41)                               | Citizen Kane (157)                 | Vertigo ()                                              |
| 3de            | The Gold Rush (19)                                | La Règle du jeu (19)       | Bronenosets Potjomkin (16)              | Shichinin no samurai (15)        | Tokyo Monogatari (22)           | La Règle du jeu (30)                       | Tokyo Monogatari (107)             | Citizen Kane ()                                         |
| 4de            | Bronenosets Potjomkin (16)                        | Greed (17)                 | 8½ (15)                                 | Singin' in the Rain (15)         | Vertigo (18)                    | The Godfather & The Godfather Part II (23) | La Règle du jeu (100)              | Tokyo Monogatari ()                                     |
| 5de            | Intolerance (12)                                  | Ugetsu Monogatari (17)     | L'avventura (12)                        | 8½ (14)                          | The Searchers (17)              | Tokyo Monogatari (22)                      | Sunrise: A Song of Two Humans (93) | Fa yeung nin wah ()                                     |
| 6de            | Louisiana Story (12)                              | Bronenosets Potjomkin (16) | Persona (12)                            | Bronenosets Potjomkin (13)       | L'Atalante (15)                 | 2001: A Space Odyssey (21)                 | 2001: A Space Odyssey (90)         | 2001: A Space Odyssey ()                                |
| 7de            | Greed (11)                                        | Ladri di biciclette (16)   | La Passion de Jeanne d'Arc (11)         | La Règle du jeu (12)             | La Passion de Jeanne d'Arc (15) | Bronenosets Potjomkin (19)                 | The Searchers (78)                 | Beau Travail ()                                         |
| 8ste           | Le jour se lève (11)                              | Ivan Grozny (16)           | The General (10)                        | The Magnificent Ambersons (12)   | Pather Panchali (15)            | Sunrise: A Song of Two Humans (19)         | Tsjelovek s kinoapparatom (68)     | Mulholland Dr. ()                                       |
| 9de            | La Passion de Jeanne d'Arc (11)                   | La terra trema (14)        | The Magnificent Ambersons (10)          | Vertigo (12)                     | Bronenosets Potjomkin (15)      | 8½ (18)                                    | La Passion de Jeanne d'Arc (65)    | Tsjelovek s kinoapparatom ()                            |
| 10de           | Brief Encounter, La Règle du jeu & Le Million(10) | L'Atalante (13)            | Ugetsu Monogatari & Smultronstället (9) | The General & The Searchers (11) | 2001: A Space Odyssey (14)      | Singin' in the Rain (17)                   | 8½ (64)                            | Sunrise: A Song of Two Humans ()                        |

### Regisseurlijst
| Plaats          | 1992                                                        | 2002                                   | 2012                       |
| --------------- | ----------------------------------------------------------- | -------------------------------------- | -------------------------- |
| Aantal stemmers |                                                             |                                        | 358                        |
| 1ste            | Citizen Kane                                                | Citizen Kane                           | Tokyo Monogatari (48)      |
| 2de             | 8½                                                          | The Godfather & The Godfather Part II  | 2001: A Space Odyssey (42) |
| 3de             | Raging Bull                                                 | 8½                                     | Citizen Kane (42)          |
| 4de             | La strada                                                   | Lawrence of Arabia                     | 8½ (40)                    |
| 5de             | L'Atalante                                                  | Dr. Strangelove                        | Taxi Driver (34)           |
| 6de             | The Godfather                                               | Ladri di biciclette                    | Apocalypse Now (33)        |
| 7de             | Modern Times                                                | Raging Bull                            | The Godfather (31)         |
| 8ste            | Vertigo                                                     | Vertigo                                | Vertigo (31)               |
| 9de             | The Godfather Part II                                       | Rashomon                               | Zerkalo (30)               |
| 10de            | La Passion de Jeanne d'Arc, Rashomon & Shichinin no samurai | La Règle du jeu & Shichinin no samurai | Ladri di biciclette (29)   |